# Tudeils
Tudeils település Franciaországban, Corrèze megyében. Lakosainak száma 266 fő (2022. január 1.). Tudeils Chenailler-Mascheix, Lostanges, Marcillac-la-Croze, Nonards és Puy-d’Arnac községekkel határos.

## Népesség
A település népessége az elmúlt években az alábbi módon változott:
| Lakosok száma | 347  | 277  | 263  | 240  | 250  | 247  | 245  | 241  | 250  | 266  |
|               | 1968 | 1982 | 1990 | 2006 | 2013 | 2015 | 2017 | 2019 | 2020 | 2022 |